# Геологія Кувейту
Кувейт розташований на зовнішньому краї Аравійської плити, в Басра-Кувейтській западині. Основний структурний елемент западини — «Кувейтська дуга», або вал, який представляє велику антиклінальную зону, що включає серію платформних складок великих розмірів і амплітуди. Найбільша з них — Бурган-Магва-Ахмаді. Гірські породи, що утворюють кристалічний фундамент — докембрійські.
Платформний чохол потужністю 9 км складають палеозойські, мезозойські і кайнозойські утворення. Підвищена потужність крейдових (до 2000–2400 м), палеогенових (до 800–900 м) і трохи менша юрських (до 1400 м) відкладів.
Найважливіша у відношенні нафтогазоносності частина розрізу альб-сеноман-туронського віку, представлена добре відсортованими дельтовими пісками з високими колекторними властивостями.